# Rally del Bierzo
El Rally del Bierzo es una prueba de rally que se disputa en la comarca del Bierzo (León) España. Fue puntuable para distintos campeonatos como el Campeonato de Castilla y León, Campeonato de Asturias o el Campeonato de Madrid y en 2014 entró por primera vez en el calendario del Campeonato de España de Rally.
En 1978 se disputó por primera vez, por entonces conocido, Rally Ciudad de Ponferrada, siendo valedero para el campeonato de Asturias. Hasta 1990 se celebraron hasta siete pruebas conocidas como Rally del Bierzo y en 2000 la escudería Team Reapauto se encargó de organizar el rally. En 2013 fue preinscripción para el campeonato nacional  y al año siguiente entró en el calendario por primera vez en su historia.

## Palmarés
| Año  | Edición               | Piloto                   | Copiloto                | Vehículo                   | Otros |
| ---- | --------------------- | ------------------------ | ----------------------- | -------------------------- | ----- |
| 2000 | 7.º Rally del Bierzo  | Roberto Méndez           | Fernando dos Santos     | Mitsubishi Lancer Evo VI   |       |
| 2001 | 8.º Rally del Bierzo  | Javier Arias             | Herminio González       | Peugeot 306 Maxi           |       |
| 2002 | 9.º Rally del Bierzo  | Antonio Garrido          | Cristina Corredera      | Mitsubishi Lancer Evo VI   |       |
| 2003 | 10.º Rally del Bierzo | Germán Castrillón        | Estrella Castrillón     | Mitsubishi Lancer Evo VI   |       |
| 2004 | 11.º Rally del Bierzo | Francisco García         | Miguel Gacía Pacios     | Ford Sierra RS Cosworth    |       |
| 2005 | 12.º Rally del Bierzo | Francisco García         | Miguel Gacía Pacios     | Mitsubishi Lancer Evo VI   |       |
| 2006 | 13.º Rally del Bierzo | Antonio Fernández        | José Alfredo Álvarez    | Mitsubishi Lancer Evo VI   |       |
| 2007 | 14.º Rally del Bierzo | Javier Arias             | Rafael García           | Peugeot 306 Maxi           |       |
| 2008 | 15.º Rally del Bierzo | José Luis Pélaez         | Álvaro C. Escalero      | Mitsubishi Lancer Evo VIII |       |
| 2009 | 16.º Rally del Bierzo | Javier Arias             | Rafael García           | Peugeot 306 Maxi           |       |
| 2010 | 17.º Rally del Bierzo | Javier Arias             | Rafael García           | Ford Focus RS WRC'01       |       |
| 2011 | 18.º Rally del Bierzo | Javier Arias             | Rafael García           | Ford Focus RS WRC'01       |       |
| 2012 | 19.º Rally del Bierzo | Jonathan Pérez           | Enrique Velasco         | Mitsubishi Lancer Evo X R4 |       |
| 2013 | 20.º Rally del Bierzo | Sergio Vallejo           | Diego Vallejo           | Porsche 911 GT3            |       |
| 2014 | 21.º Rally del Bierzo | Sergio Vallejo           | Diego Vallejo           | Porsche 911 GT3            | CERA  |
| 2015 | 22.º Rally del Bierzo | Miguel Ángel Fuster      | Ignacio Aviñó           | Mitsubishi Lancer Evo X R4 |       |
| 2016 | 23.º Rally del Bierzo | Cristian García Martínez | Rebeca Liso             | Mitsubishi Lancer Evo X    |       |
| 2017 | 24.º Rally del Bierzo | Félix Macías             | Mónica Álvarez Figueroa | Subaru Impreza STi N15     |       |
| 2018 | 25.º Rally del Bierzo | Félix Macías             | Mónica Álvarez Figueroa | Subaru Impreza STi N15     |       |
| 2019 | 26.º Rally del Bierzo | Alberto Meira            | José Murado             | Citroën DS3 R5             |       |
| 2020 | 27.º Rally del Bierzo | Surhayen Pernía          | Laura Salvo El Hage     | Hyundai i20 R5             |       |
| 2021 | 28.º Rally del Bierzo | Félix Macías             | Alejandro Portela       | Škoda Fabia R5             |       |
| 2022 | 29.º Rally del Bierzo | Félix Macías             | Alejandro Portela       | Škoda Fabia R5             |       |